# ロコガイ
ロコガイ Concholepas concholepas (Bruguie, 1789) あるいはアワビモドキは、南米太平洋沿岸に生息するアッキガイ科の巻貝の一種。広く食用とされる。

## 特徴
同じ科のイボニシやアカニシなどと同じ肉食の巻貝であるが、殻口は著しく拡大して貝殻全体が皿状になり、アワビに似た姿となる。殻長は15cm程度で、他のアッキガイ科同様に腹足背面にアワビにはない蓋を持つ。アッキガイ科で同じように殻が皿状になるものに、鰓下腺の分泌物を染色（貝紫）に使うサラレイシガイが知られている。
繁殖は雌雄が交尾を経て体内受精により卵嚢を海底に産み付け、そこから孵化したベリジャー幼生が長期間植物プランクトンを摂食しながら成長し、変態、着底して稚貝となる。そのため、人工増殖の研究も行われているが、幼生の大量飼育に難があり、まだ試験段階にとどまる。

## 分布
南米チリからペルーにかけての感潮帯から深さ40m程度まで生息する。近年、乱獲によって漁獲量が急減し、輸入量も減っている。

## 利用
食用貝として利用される。肉質は同じ仲間のアカニシに似ており、歯ごたえがあり肉量があって上質な食用貝である。
日本においては、昭和期には高騰するアワビの代用品として大量に輸入され、「チリアワビ」等の名称で回転寿司等で流通していたが、2003年3月より日本農林規格の表記ガイドラインにより、標準和名の「アワビモドキ」ないし「ロコガイ」を用い、チリアワビ等の名称を使わないこととしている。

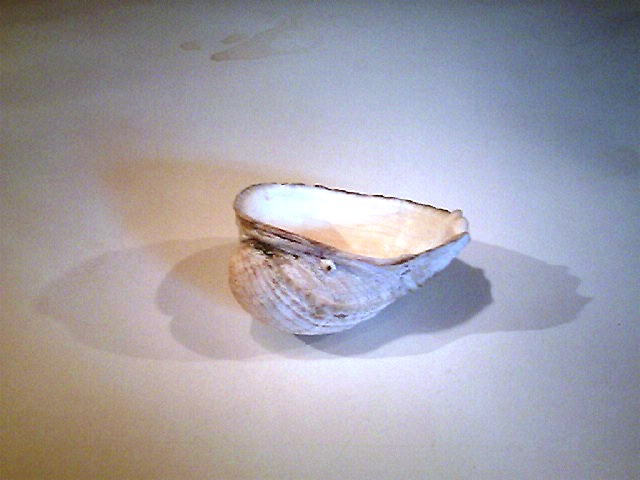
ロコガイの殻